# Papamosques de Rand
El papamosques de Rand (Muscicapa randi) és una espècie d'ocell de la família dels muscicàpids (Muscicapidae). És endèmic de les illes de Negros i Luzón, a les Filipines. El seu estat de conservació es considera vulnerable.
El nom específic de Rand fa referència a Austin Loomer Rand (1905-1982), ornitòleg canadenc i conservador del Field Museum de Chicago.